# Makoto Yamazaki
Makoto Yamazaki (山崎 真 Yamazaki Makoto?), född 31 oktober 1970 i Kagoshima prefektur, är en japansk tidigare fotbollsspelare.
Yamazaki började sin karriär 1993 i Urawa Reds. Efter Urawa Reds spelade han för Tokyo Gas och Mito HollyHock. Han avslutade karriären 1997.